# Consejo Consultivo de Adopción Internacional
El Consejo Consultivo de Adopción Internacional es un órgano colegiado integrado en el Ministerio de Sanidad, Servicios Sociales e Igualdad, estableciendo como sus objetivos servir de cauce para la participación y colaboración en materia de adopción internacional con las Administraciones Públicas de todos los sectores afectados y la realización del análisis permanente de la situación de la adopción internacional en España, elaborando propuestas tendentes a su mejora.
Desde su creación ha desarrollado una importante función al ser un punto de encuentro para debatir y consensuar los diferentes criterios para la mejora de los procesos de adopción.
Prueba evidente del trabajo desarrollado en su seno, ha sido la aprobación de la Ley de Adopción Internacional, el 28 de diciembre de 2007.

## Antecedentes
El 10 de diciembre de 2003, el Senado aprobó, por unanimidad de los grupos políticos, el Informe de la Comisión Especial para el estudio de la adopción internacional en España, en el que se incluía como conclusión y recomendación, la conveniencia y necesidad de crear un Consejo Consultivo de Adopción Internacional, como órgano de participación y colaboración con las Administraciones Públicas competentes de todos los sectores sociales afectados: 
- Asociaciones de padres adoptantes.
- Asociaciones de menores adoptados.
- ECAIS (Entidades Colaboradoras de Adopción Internacional).
- Otras entidades de carácter social, educativo, técnico o científico relacionadas con la protección de menores.

El 13 de mayo de 2005, el Consejo de Ministros, en cumplimiento de las recomendaciones del Senado, aprobó por Real Decreto 521/2005 (BOE 8 junio) la creación del Consejo Consultivo de Adopción Internacional, como órgano colegiado integrado en el antiguo Ministerio de Educación, Política social y Deporte, estableciendo como objetivos del mismo el servir de cauce para la participación y colaboración en materia de adopción internacional con las Administraciones Públicas de todos los sectores afectados y la realización del análisis permanente de la situación de la adopción internacional en España, elaborando propuestas tendentes a mejorar la sustantiva y procedimentalmente la materia.

## Funciones
Sus funciones son:
a) El análisis permanente de la adopción internacional en sus diferentes ámbitos.
b) La recogida y el análisis de la información disponible en las distintas fuentes nacionales e internacionales.
c) La formulación de recomendaciones y propuestas para una mejora de la intervención en adopción internacional.
d) Proponer estudios e informes técnicos; el análisis, el estudio y la valoración de los procesos de adopción, en particular, de situaciones problemáticas concretas y de propuestas de actuación.
e) Proponer la celebración de jornadas y seminarios para el intercambio de buenas prácticas y la mejora continua de los procesos.
f) Efectuar el seguimiento sobre la evolución de la adopción internacional.

## Miembros
Son miembros del Consejo Consultivo:
- Presidenta: la Secretaria de Estado de Servicios Sociales, Familias y Discapacidad.
- Vicepresidenta primera: la Directora General de las Familias y la Infancia.
- Vicepresidente segundo: el Director de Asuntos y Asistencia Consulares (Ministerio de Asuntos Exteriores y Cooperación).
- 32 vocales integrados por:
- Un representante de cada una de las Comunidades Autónomas además de un representante de cada Diputación Foral o Consejo Insular competentes en materia de adopción internacional.
- El Subdirector General de Infancia (Ministerio de Sanidad, Servicios Sociales e Igualdad).
- Un representante del Ministerio de Justicia otro del Ministerio de Asuntos Exteriores y Cooperación y otro del  Ministerio del Interior.
- Dos representantes de las ECAI.
- Dos representantes de las federaciones o uniones de asociaciones de familias.
- Un representante de las asociaciones de adoptados.

- Datos: Q17626144